# Œuvres posthumes (Friedrich Nietzsche)
Les œuvres posthumes de Nietzsche comprennent des textes achevés ou non, et non publiés pour des raisons diverses, ainsi que des notes contenues dans ses carnets.
On désigne sous le nom de Fragments posthumes l'édition des carnets de Friedrich Nietzsche, hors la mise au propre de textes publiés à part, carnets qui contiennent des textes de nature très variée : ébauches pour des œuvres publiées ou non, notes, plans, autobiographies, poésies, etc. Ces carnets ont été édités intégralement pour la première fois par Colli et Montinari.

## Œuvres posthumes
On classe dans les textes posthumes des œuvres que Nietzsche n'a pas publiées, ou qui furent publiées après son effondrement, alors qu'il ne pouvait plus en assurer l'édition. Sont ainsi classées des œuvres de jeunesse (Liberté de la Volonté et Fatum, À propos des humeurs), des textes qui, remaniés, servirent à écrire une autre œuvre (Le Drame musical grec, Socrate et la tragédie, La Vision dionysiaque du monde), les dernières œuvres de Nietzsche (L'Antéchrist, Ecce Homo, Dithyrambes à Dionysos), Nietzsche contre Wagner, qu'il avait renoncé à publier.

## LesFragments posthumes
Nietzsche a consigné dans des carnets un matériel qui s'étend sur des milliers de pages et plusieurs décennies (années 1850 à début 1889). Ce matériel est souvent jugé utile pour la compréhension de la philosophie nietzschéenne : par exemple, certains fragments du Zarathoustra y sont élaborés et deviennent plus clairs ; les notes éclairent également le lecteur sur les thèses philosophiques, épistémologiques, culturelles, politiques, sociales, psychologiques et littéraires de Nietzsche. 
Toutefois, de nombreux fragments représentent un état intermédiaire de la pensée de Nietzsche ou expriment des pensées que Nietzsche a abandonnées par la suite. C'est pourquoi, de nombreux commentateurs, comme Walter Kaufmann ou Paolo D'Iorio, estiment que ces écrits sont surtout utiles pour comprendre la genèse des œuvres publiées de Nietzsche et le devenir de sa pensée, mais non pour restituer sa pensée en elle-même comme système. D'autres, comme Karl Schlechta, estiment que les fragments posthumes n'apportent rien par rapport aux œuvres publiées.

## La classification des carnets

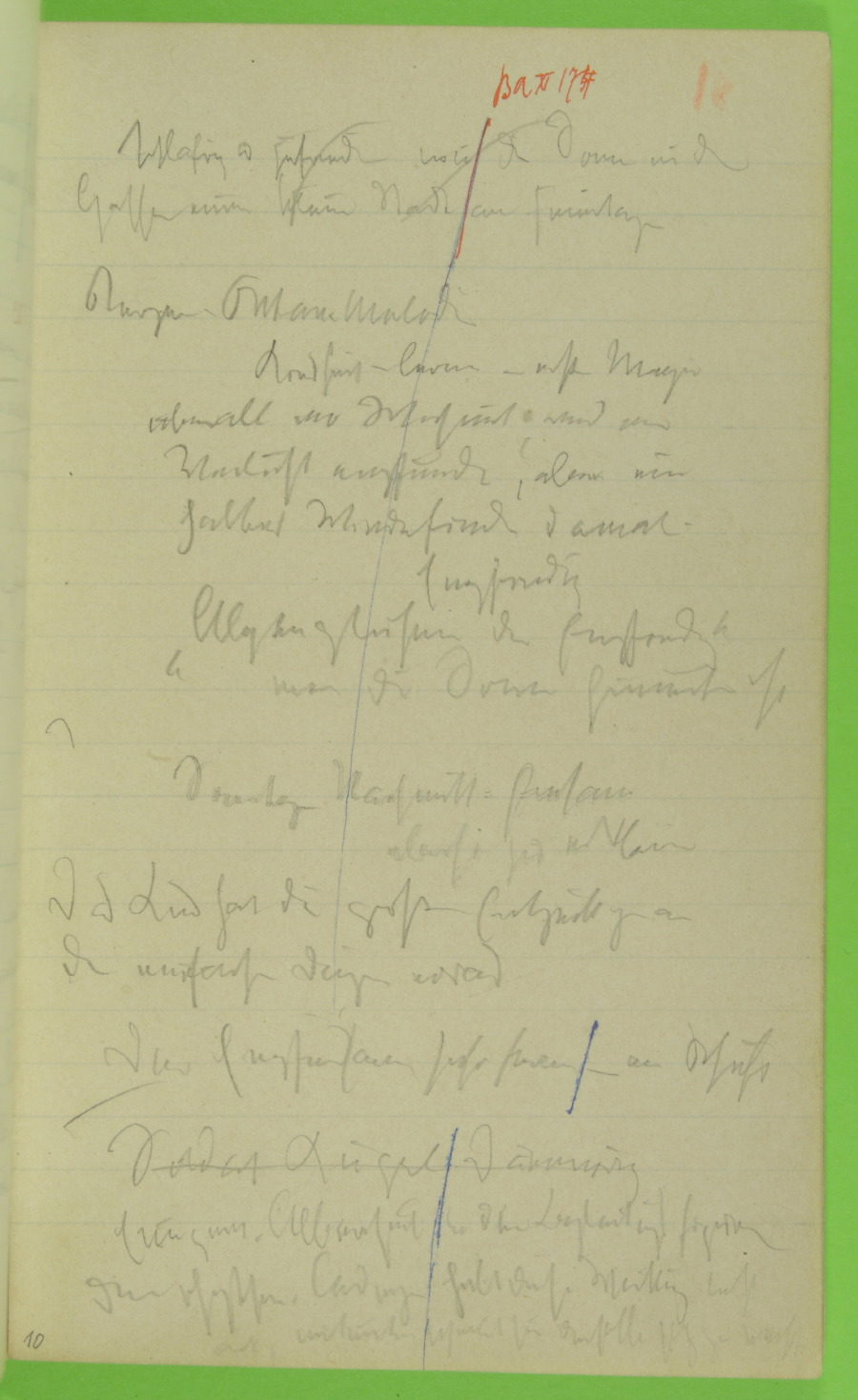
Une page de N IV 1 (1879, notes pour Le Voyageur et son ombre

L'ensemble des manuscrits a été distribué en plusieurs groupes de carnets désignés chacun par une lettre ou abréviation : D, P, U, M, Z, W, N et Mp.
D désigne les manuscrits destinés à l'impression, manuscrits de la main de Nietzsche ou de ses proches (Peter Gast) ; certains de ces manuscrits comportent des corrections faites par Nietzsche.
P désigne un ensemble de textes philologiques de l'époque de Bâle.
U désigne un ensemble de textes philosophiques de la même époque (comprenant des fragments, ainsi que GMD, ST, DW par exemple).
N, Notizbücher, c’est-à-dire : calepins; cela comprendrait des matériaux utilisés pour la rédaction d’Aurore et pour les premiers livres du Gai savoir.
M désigne un ensemble de manuscrits des années 1876 - 1882 (époque de Humain, trop humain).
Z désigne un ensemble de manuscrits des années 1882 - 1885 (époque de Ainsi parlait Zarathoustra).
W désigne un ensemble de manuscrits des années 1884 - 1889.

## Les problèmes liés à l'édition des carnets
Pour les problèmes relatifs aux premières éditions, voir : La Volonté de puissance.
Outre l'écriture illisible de Nietzsche (voir le fac-similé), celui-ci écrivait souvent en commençant un carnet par la fin.
Les carnets comportent souvent plusieurs couches de natures différentes (par exemple philologie et philosophie pour l'époque de Bâle) ou d'époques différentes. Ces couches ont été éditées de manière distincte par Colli et Montinari, mais la datation exacte de certaines pages reste problématique.

## Exemple simplifié de la genèse d'une œuvre
Ce graphique montre le travail de Nietzsche à partir du moment où il rassemble ses notes pour un projet d'ensemble (U I 3), jusqu'au moment où il va décider de rassembler deux types d'essais qui aboutiront à La Naissance de la tragédie. Le schéma n'est pas exhaustif : il s'agit d'une transcription partielle des descriptions des manuscrits fournies par l'édition Colli-Montinari.
```
          U I 3 (matériaux rassemblés, naissance d'un projet d'ensemble, 
mars 1870
)
```

```
          U I 2b (esquise de GT : 
Origine et but de la tragédie
)   
                                             |            |
                                             |         Mp XII 1c      > 
L’État chez les Grecs

                                             |            |
                                             |            |
                                             |            |
Mp XII 1b (Préface à R. Wagner) + DW remaniée (D3, 1-3)) + Mp XII 1c (= premier essai, 
février 1871
)
    |                                        |
    |                                        |---- (D3, 1-3) > GT §§1 à 4
    |                                        |
    |                                        |      U I 4  U I 5
    |                                        |            |
    |                                        |      Quelques ébauches
    |                                        |            |
    |                      D3 (30-45) + D3 (26-37) + D3 (46-62) (= second essai, 
mars 1871
)
    |                                        |
    |                                        --- > 
Socrate et la tragédie grecque
 (publié en 
juin 1871
)
  Modifications du premier essai :
   D3 (12-21 ; recopiées en U I 4 et U I 5) remplace Mp XII 1c + Mp XII 1d (pages 22-27 = 12 [1])
```